# Liliomfafélék
A liliomfafélék (Magnoliaceae) a liliomfa-virágúak (Magnoliales) rendjének legősibb és legismertebb, névadó családja.

## Származásuk, elterjedésük
A liliomfafélék Dél- és Kelet-Ázsiában, Észak-Amerika atlantikus területein, Dél-Amerika északi részén, valamint az Indo-Maláj térségben honos; jellemzően a (trópusi felé tendáló) szubtrópusi éghajlatú területeken. Dísznövénynek termesztett fajaik – több liliomfa (Magnolia) és a tulipánfa (Liriodendron) – valamennyi kontinensen a mérsékelt éghajlati övben is kivadultak.

## Jellemzőik
Feltűnő, kétivarú virágaik megnyúlt tengelyen ülnek. Sok (meghatározatlan számú) virágtakaró levelük spirálisan rendeződik  el, vagy körönként 3-3 lepel-, illetve csésze- és pártalevelük három körben áll. Sok, némelyik nemzetségben még lomblevélszerű porzó- és termőlevelük is spirálisan helyezkedik el. Tüsző- vagy szárnyas makkocska termésükben általában két mag fejlődik. Leveleik örökzöldek vagy lehullók, két pálhával.

## Rendszerezés
A nemzetségbe az alábbi 2 monogenerikus alcsalád tartozik:
- Liriodendroidae
  - tulipánfa (Liriodendron) L.
- Magnolioideae
  - liliomfa (Magnolia) Plum. ex L. - típusnemzetség